# Робинсон, Джек (сёрфер)
Джек Робинсон (англ. Jack Robinson) — австралийский сёрфингист, серебряный призёр Олимпийских игр 2024 года, бронзовый призёр Мировых игр по сёрфингу 2024 года.

## Биография
Родился в декабре 1997 года в Перте, в Западной Австралии, в семье Мерсины Стратос и Тревора Робинсона. Начал заниматься серфингом в возрасте трёх лет. В возрасте шести лет переехал со своей семьёй в Маргарет-Ривер.
В возрасте 11 лет занимался сёрфингом на волнах «второго рифа» высотой от восьми до 10 футов на нефтепроводе Банзай на Гавайях. В 2010 году попал на обложку австралийского журнала The Weekend.
В 2020 году женился на Джулии Мунис, бразильской профессиональной модели из Эспириту-Санту. В 2023 году пара объявила, что ждут первенца.

## Спортивная карьера
В 2018 году выиграл квалификационную серию WSL Men’s Heroes de Mayo Iquique Pro в Чили. В феврале 2019 года выиграл турнир Volcom Pipe Pro 2019.
Получил wild card на турнире Margaret river pro 2019, проходившем с 29 мая по 4 июня 2019 года, где он набрал комбинацию очков 9,30 и 9,27 и обойдя бразильского серфера Филипе Толедо.
В декабре 2019 года выиграл Кубок мира по серфингу на Сансет-Бич в финальном турнире мужской отборочной серии и прошел квалификацию на чемпионат мира 2020 года по серфингу.
Выиграл свой первый турнир Championship Tour в 2021 году на турнире Corona Open в Мексике.
В 2022 году выиграл свой второй и третий турнир Championship Tour подряд на турнире Margaret River Pro в своем родном городе в Австралии, после чего одержал победу на G-Land в Баньюванги (Индонезия).
В 2024 году на Мировых играх по сёрфингу в составе австралийской сборной завоевал бронзовую медаль. На летних Олимпийских играх в Париже в индивидуальных соревнованиях по сёрфингу завоевал серебряную медаль, став первым австралийцем — вице-чемпионом Олимпийских игр.